# Język fur

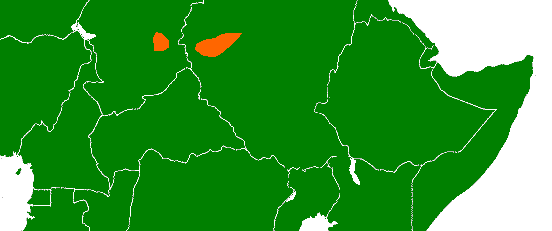
Zasięg występowania

Język fur (także: języki fur, nazwa własna: bèle fòòr lub fòòraŋ bèle) – nazwa odnoszona w najszerszym znaczeniu do dwóch blisko spokrewnionych ze sobą języków nilosaharyjskich, którymi posługuje się około 1 mln ludzi na pograniczu Sudanu i Czadu. Języki te – używany w sudańskiej prowincji Darfur właściwy język fur i używany w Czadzie język amdang – uznawane są czasem za dialekty jednego wspólnego języka fur. 